# Caricelea apurimac
Caricelea apurimac là một loài nhện trong họ Trechaleidae.
Loài này thuộc chi Caricelea. Caricelea apurimac được E. L. C. Silva & A. A. Lise miêu tả năm 2009.